# Twiggy
Twiggy, egentligen Lesley Lawson, född Hornby den 19 september 1949 i Neasden i Brent i London, är en brittisk fotomodell och skådespelerska, numera också känd som Twiggy Lawson. Hon var en av 1960-talets mest kända modeller, och hennes på den tiden mycket smala kroppsbyggnad blev ett ideal.

## Karriär
Twiggy upptäcktes av Justin de Villeneuve 1966, då var hon 16 år. Hon blev snabbt en av modevärldens första supermodeller tillsammans med Jean Shrimpton och blev ett ansikte för "The Swinging Sixties" och speciellt Swinging London. Twiggy skilde sig från andra modeller genom sin smala kroppsbyggnad, sitt androgyna utseende, långa ögonfransar och korta hår. Dittills hade timglasformade kroppar varit modernt, då modellerna hade kurvig kropp, men mycket smal midja. Följden blev en bantningshysteri när Twiggy kom in i modevärlden, det skapades ett mode som var byggt på mycket smala personer som Twiggy. 
Hon har uppträtt otaliga gånger i TV, och medverkat bland annat i filmerna The Boy Friend (1971), Blues Brothers (1980) och Madame Sousatzka (1989). Hon är även med på omslaget till David Bowies skiva Pin Ups från 1973.
Twiggy var från 2005 en av fyra domare i panelen i den amerikanska dokusåpan America's Next Top Model tillsammans med bland andra Tyra Banks. Hon är nära vän till Joan Collins och numera även en förebild för unga flickor.

## Privatliv
Twiggy betyder pinnig på engelska och hon fick sitt smeknamn på grund av sitt pinnsmala utseende. Hon var gift med den amerikanske skådespelaren Michael Witney till hans död 1983. De fick dottern Carly (född 1978). Sedan 1988 är hon gift med engelske skådespelaren Leigh Lawson (född 1945).

## Filmografi
| År   | Titel                              | Roll                             | Noter       |
| ---- | ---------------------------------- | -------------------------------- | ----------- |
| 1971 | Djävlarna                          | hovdam                           | okrediterad |
| 1971 | The Boy Friend                     | Polly                            |             |
| 1974 | W                                  | Katie Lewis                      |             |
| 1980 | Blues Brothers                     | elegant kvinna på bensinstation  |             |
| 1980 | There Goes the Bride               | Polly Perkins                    |             |
| 1985 | Doktorn och djävulen               | Jennie Bailey                    |             |
| 1986 | Charterresan                       | Phillipa Lloyd                   |             |
| 1986 | The Little Match Girl              | Josie Roberts                    | TV-film     |
| 1988 | Madame Sousatzka                   | Jenny                            |             |
| 1988 | The Diamond Trap                   | kriminalinspektör Charlie Lawson | TV-film     |
| 1988 | Sun Child                          | Fen Harris                       | TV-film     |
| 1990 | Istanbul                           | Maud                             |             |
| 1993 | Body Bags                          | Cathy Matthews                   |             |
| 1997 | Something Borrowed, Something Blue | Eve Hamel                        | TV-film     |
| 1998 | Brand New World                    | Viv                              |             |